# Forum Libertas
Forum Libertas es un diario digital español generalista de inspiración católica. Su objetivo es ofrecer una perspectiva en línea con los valores que promueve el Magisterio de la Iglesia católica en los ámbitos de la sociedad, la economía, la política, la cultura y las diversas manifestaciones humanas.
La construcción europea, los cambios sociales del mundo, la justicia económica, la cultura, la bioética y el pensamiento en sentido global son algunas de las áreas temáticas que sigue este diario fundado por el expolítico y miembro del Consejo Pontificio para los Laicos Josep Miró i Ardèvol. La publicación está vinculada a la asociación E-cristians.
El martes 15 de junio de 2004 salió el primer número de Forum Libertas que apuesta por un periodismo en clave interpretativa y por la promoción de la libertad, la dignidad de la persona, la justicia y los derechos humanos. No es un diario dirigido solamente a ofrecer informaciones religiosas o eclesiales, sino de exponer e interpretar la realidad a partir de un marco de referencia basado en la concepción cristiana. 

## Secciones
El diario intenta crear unos marcos referenciales que ayuden a los lectores a formarse un criterio y una opinión, así como de estimular la capacidad de examinar la realidad y los hechos cotidianos de forma crítica. Para ello, entre las secciones que publica destacan: Política, Economía, Desarrollo y pobreza, Sociedad, Familia, Vida y bioética, Cultura, Religión, Homosexualismo político, Evangelización e internet, Entrevistas y Documentos. 
También cuenta con un apartado de blogs donde diferentes autores desarrollan su opinión en el marco de la misma línea editorial. Además, ofrece varias secciones donde los lectores pueden colaborar como Cartas de los lectores, o Colaboraciones. Tiene presencia en las redes sociales Facebook y Twitter.